# Pochodnia Miłości Bożej z piącią strzał ognistych
Pochodnia Miłości Bożej z piącią strzał ognistych – poemat Kaspra Twardowskiego wydany w 1628.
Tematem utworu jest miłość Boża. Początek poematu poświęcony jest dylematowi hierarchii literackiej i apoteozie poematów kontemplacyjnych. Odrzucony zostaje wzór starożytnego eposu. Poeta nie powinien ślepo podążać za modą, lecz kontrolować zamysły twórcze, zważać na sens i wartość poznawczą. Fundamentem twórczości powinien być rozum, jednak podporządkowany miłości Bożej. Poezji wywodzącej się z tradycji pogańskiej przeciwstawiona zostaje poezja oparta na postawie chrześcijańskiej. Poemat, napisany popularnym w epoce staropolskiej oktostychem rymowanym parzyście (aabbccdd), układanym jedenastozgłoskowcem, przedstawia opowieść o człowieku poszukującym jedynej prawdy, osiągalnej tylko w miłości Bożej. Utwór na zasadzie kontrastu nawiązuje do Światowej rozkoszy Hieronima Morsztyna. To, co tam było przyjemnością, tu staje się grzechem. Poeta posługuje się alegorią, personifikacją i emblematem.
To jest gruntowna i pierwsza nauka,

Między mądrością najprzedniejsza sztuka:

Kto do Miłości Bożej przystępuje,

Niech się być naprzód płomienistym czuje.

Jeśliże pierwej serca nie rozgrzeje,

Lada wiatr jego zamysły rozwieje,

Bo nierzkąc Miłość z płomienia się rodzi,

Ale i sam Bóg wszystek w ogniu chodzi.